# Anarchy
Anarchy, lanzado en 2000, es el cuarto álbum del rapero Busta Rhymes.

## Lista de canciones
1. «Intro: The Current State Of Anarchy» (2:27)
2. «Salute Da Gods!!» (3:46)
3. «Enjoy Da Ride» (3:36)
4. «We Put It Down For Y’All» (3:29)
5. «Bladow!!» (3:40)
6. «Street Shit» (3:54)
7. «Live it up» (3:41)
8. «Fire» (2:49)
9. «All Night» (3:44)
10. «Show Me What You Got» (3:43)
11. «Get Out!!» (3:03)
12. «The Heist» con Ghostface Killah, Raekwon & Roc Marciano (4:16)
13. «A Trip Out Of Town» (5:25)
14. «How Much We Grew» (4:54)
15. «Here We Go Again» con Flipmode Squad (3:28)
16. «We Comin' Through» (2:59)
17. «C'mon All My Niggaz, C'mon All My Bitches» (2:54)
18. «Make Noise» feat. Lenny Kravitz (3:17)
19. «Ready For War» feat. M.O.P. (4:18)
20. «Why We Die» feat. DMX & Jay-Z (3:59)
21. «Anarchy» (4:12)
22. «Outro» con Baby Sham, Bolo, Spliff Star (0:45)